# Piotr van der Coghen
Piotr Artur van der Coghen (ur. 23 lutego 1953 w Krynicy-Zdroju) – polski polityk, samorządowiec i ratownik górski, poseł na Sejm VI i VII kadencji.

## Życiorys
Wnuk Stanisława van der Coghena. Posiada średnie wykształcenie. Z zawodu jest ratownikiem górskim i przewodnikiem górskim, a także instruktorem sportu. Pracował jako biegły w zakresie przyczyn wypadków w turystyce i sportach górskich. Jest twórcą i pierwszym naczelnikiem Jurajskiego Ochotniczego Pogotowia Ratunkowego a następnie Grupy Jurajskiej GOPR. Zasiadał w zarządzie głównym GOPR w Zakopanem, jest inicjatorem użycia quadów w ratownictwie górskim. Brał udział w m.in. akcji ratowniczej na terenie hali Międzynarodowych Targów Katowickich.
W wyborach w 2002 z listy Niezależnej Alternatywy Wyborczej został wybrany na radnego powiatu zawierciańskiego. W 2006 z ramienia Platformy Obywatelskiej został wybrany radnym sejmiku śląskiego z wynikiem 21 886 głosów. W wyborach parlamentarnych w 2007 uzyskał mandat poselski z listy PO. Kandydując w okręgu sosnowieckim, otrzymał 28 657 głosów. W wyborach w 2011 z powodzeniem ubiegał się o reelekcję, dostał 12 171 głosów. W 2015 nie został ponownie wybrany do Sejmu. W 2018 kandydował bez powodzenia na radnego powiatowego z ramienia lokalnego komitetu wyborczego.

## Życie prywatne
Jest mężem ratownik górskiej i przedsiębiorcy Ireny van der Coghen, z którą ma troje dzieci: Michała, Adama i Nicolę.

## Ordery i odznaczenia państwowe
- Krzyż Kawalerski Orderu Odrodzenia Polski (2005)[6]
- Odznaka „Zasłużony Działacz Kultury Fizycznej” (2002)[7]
- Odznaka „Zasłużony dla Ochrony Przeciwpożarowej” (2005)[7]
- Medal za Zasługi dla Policji (2005)[7]
- Medal za Ofiarność i Odwagę (2006)[8]
- Złota Odznaka Honorowa za Zasługi dla Województwa Śląskiego (2008)[7]
- Złota Odznaka „Za Zasługi dla Sportu” (2013)[7]
- Medal Komisji Edukacji Narodowej (2013)[7]
- Medal za Ofiarność i Odwagę (po raz drugi, 2014)[9]
- Order Uśmiechu (2023)[10]